# Camacha
Camacha es una freguesia portuguesa perteneciente al municipio de Santa Cruz, con 19,58 km² y 7991 habitantes (2001). Densidad: 408,1 habitantes / km ².
Se encuentra a una latitud de 32.7 (32 ° 42 ') de longitud norte y 16,84 (16 ° 49'20 ") Oeste, con una altitud de unos 700 metros. Camacha tiene una carretera que une Funchal y Santo António da Serra. La principal actividad es la agricultura. Limita por océano Atlántico en el sur. Tiene una zona montañosa al norte.
Fue elevada a ciudad en 1994.

## Camacha y su folklore
Camacha es particularmente conocida por su folclore, cuenta con siete folklore locales, que además de bailar y cantar, también animán las fiestas y agilizar las actividades fuera de este Condado de Santa Cruz.

## Elevaciones de Montaña
- Pico de calabaza.